# Vashti Anna
Vashti Anna (Vashti Anna Gleave, 1981) es una cantante y compositora británica especializada en música para cine de realidad virtual (VR) y documentales. 

## Biografía
Su nombre significa en persa, bueno y bello. Creció en Bungay, Suffolk, con sus hermanos Tom Baxter, Charlie Winston, Joe Spencer y sus padres Jeff y Julie Gleave. Los Gleave eran habituales en el circuito de la música folk a finales de los años 60 y principios de los 70 y hasta se presentaron en un programa busca talentos de la TV británica, Opportunity Knocks. Comenzó a interpretar y a escribir canciones con solo 10 años de edad, cuando su familia se trasladó a Southwold, aunque asistía a la escuela en Bungay. Como anécdota, aprendió a tocar el piano en un establo (la familia vivía en una granja), aunque recibió clases posteriormente. A los 19 años marchó a Londres en donde, además de dedicarse a su actividad musical, fue modelo para el pintor Geri Morgan (1926-2017). Mientras, perfeccionaba sus conocimientos musicales en la Angel Recording Studios, junto a importantes compositores, arreglistas e ingenieros musicales del Reino Unido. Simultáneamente participaba en conciertos varios del circuito musical londinense. En 2014 Vashti describía su estilo como una amalgama musical que oscilaba entre las cantantes Madonna y Nina Simone, y entre los Beatles y Nick Drake.
Vashti se fogó musicalmente durante sus giras por el Reino Unido, Irlanda, Europa y los Estados Unidos. Ha intervenido, entre otras, en grabaciones de Ed Sheeran, Tom Baxter, Charlie Winston, Crystal Fighters. Afincada al norte de Londres, Vashti está grabando su álbum debut y continúa componiendo música para el cine. Ha trabajado para grandes instituciones como la Naciones Unidas, Sky, National Geographic y Google. Su música va destinada sobre todo a documentales, algunos presentados en el Festival de Cine de Cannes y en el Sheffield Documentary Festival, así como a TV y publicidad, lo que le ha valido ser premiada por el Lloyds Bank y Vodafone.
En 2020 Vashti interpretó la canción clásica de John Cale, "Fear is a man's best friend" (El miedo es el mejor amigo del hombre) en la serie de televisión de Warner Brothers, "Pennyworth".

## Discografía

### Álbumes
- Scrapbook (autoproducido por Vashti Anna, 2004)
- Dragonfly (autoproducido por Vashti Anna, 2005)
- You Are Free  (producido por Roy Dodds, 2009)[2]

### Singles
- Horses (Vashti Anna)
- Blue (Vashti Anna)
- Take Me Away (Vashti Anna)
- "Our Moment" Canción compuesta para Llyods Bank.
- Wild Souls (VR Trailer)
- "Each Passing Day" Written for my boys today- Valentine's Day
- Across The Universe (The Beatles)
- Big Time Sensuality (Bjork cover)
- All I Want
- Qué será será (versión de Vashti Anna, 2019)

### Vocalista
- Daniel Mulhern – Pigeon Coup, vocalista acompañante en 6 canciones del álbum
- Tom Baxter– Skybound, coros
- Charlie Winston – Make Way, vocalista en 2 canciones

### Música para documentales y cine virtual
- Growing a World Wonder (Virtual Reality film)
- Mamie's Dream, her full story: in virtual reality
- Wild Souls (VR Trailer)
- The Ocean Clean Up (con Boyan Slat) - Climate Changers
- Vertical Forests (con Stefano Boeri) - Climate Changers
- Actress Gina Rodriguez' Career in 360 VR° - The Female Planet